# روته بورانی
روته بورانی (انگلیسی: Ruote Borrani) شرکت خودروسازی ایتالیایی است، که در سال ۱۹۲۲ تأسیس شد.